# Краевщина

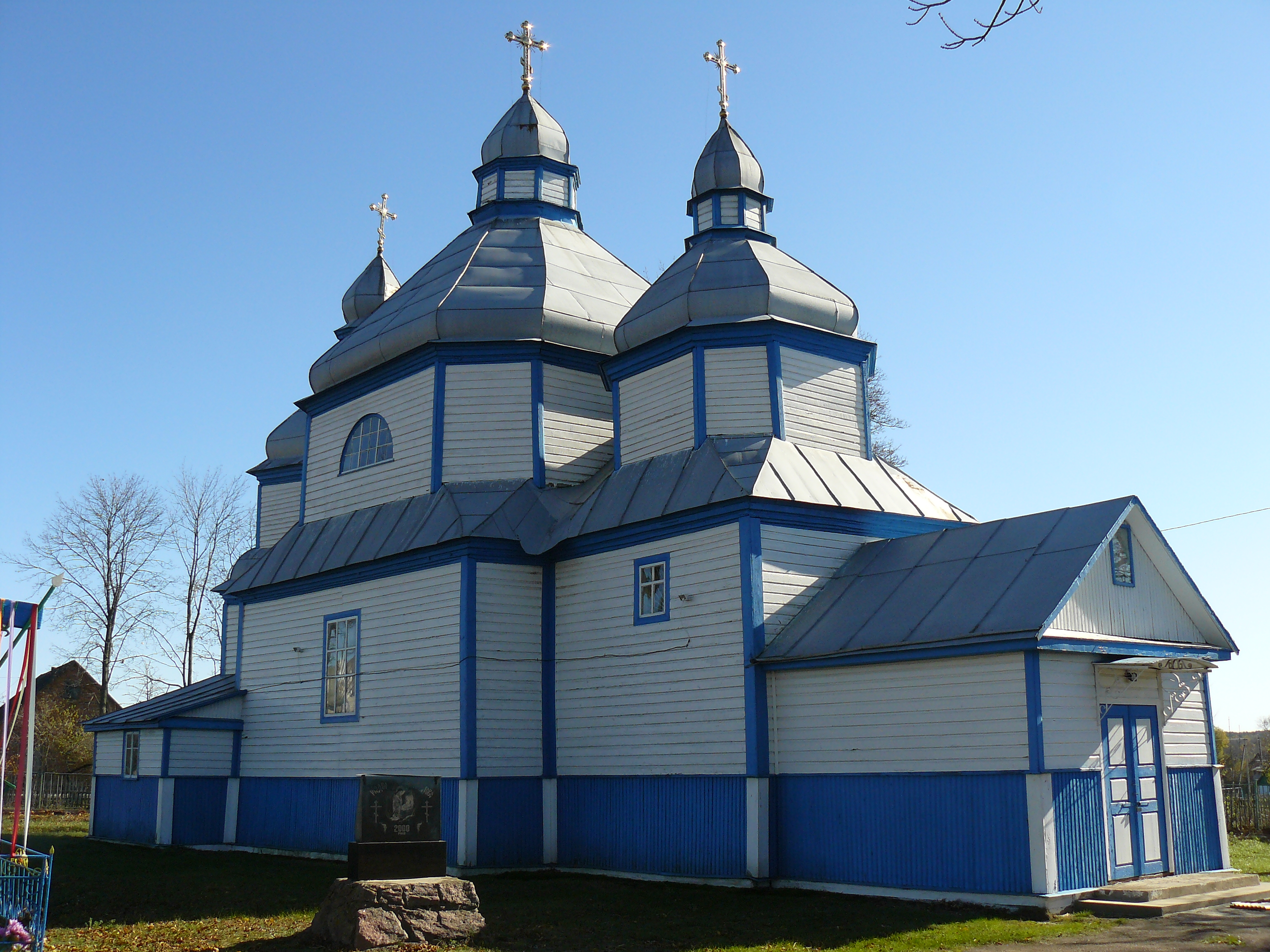
Михайловская церковь

Краевщи́на (укр. Краївщина) — село на Украине, основано в 1653 году, находится в Хорошевском районе Житомирской области.
Население по переписи 2001 года составляет 471 человек. Почтовый индекс — 12120. Телефонный код — 4145. Занимает площадь 22,87 км².

## Адрес местного совета
12120, Житомирская область, Хорошевский р-н, с. Краевщина, тел.: 3-37-39